# ویلانا اوداگاما
ویلانا اوداگاما (به لاتین: Vilana Udagama) یک منطقهٔ مسکونی در سری‌لانکا است که در استان مرکزی (سری‌لانکا) واقع شده‌است.